# Illfurth
Illfurth är en kommun i departementet Haut-Rhin i regionen Grand Est (tidigare regionen Alsace) i nordöstra Frankrike. Kommunen ligger i kantonen Altkirch som tillhör arrondissementet Altkirch. År 2022 hade Illfurth 2 428 invånare.

## Befolkningsutveckling
Antalet invånare i kommunen Illfurth
| Referens: INSEE |